# Нільська Людмила Валеріївна
Людмила Валеріївна Нільська (нар. 13 травня 1957, Струніно, Володимирська область, РРФСР, СРСР) — радянська і російська актриса театру і кіно.

## Біографія
Народилася 13 травня 1957 року в місті Струніне Олександрівського району Володимирської області. Коли їй було шістнадцять років, сім'я переїхала до міста Александрова.
1975 року Людмила з Александрова вирушила до Москви вступати до театрального інституту. Успішно склавши іспити, була зарахована до Школи-студії МХАТ, але провчилася там лише один рік — була відрахована за незадовільну оцінку на іспиті з предмета «Історія КПРС». Після відрахування вступила до Щукінського училища.
В 1980 закінчила Вищу театральне училище імені Б. В. Щукіна в Москві (курс Алли Казанської). Після закінчення училища було прийнято до трупи Московського академічного театру імені Володимира Маяковського (1980—1994).
У 1978 році, бувши студенткою театрального училища, Людмила дебютувала в кіно, знявшись у головній ролі в радянському художньому фільмі «Коник» режисера Бориса Григор'єва, після чого вітчизняні кінорежисери почали пропонувати їй одну роль за іншою. У 1980 році на екрани країни вийшли відразу три фільми за її участю: «Мелодія на два голоси<», «Петрівка, 38», «Через терни до зірок». У травні 1981 року відбулася прем'єра другого фільму радянського телевізійного серіалу «Державний кордон» під назвою «Мирне літо 21-го року», де Людмила Нільська зіграла роль підступної польської шпигунки, пані Ядвіги Ковальської, яка принесла актрисі всесоюзну популярність.
До розпаду СРСР 26 грудня 1991 року актриса знялася більш ніж у 20 художніх фільмах. Після цього, у зв'язку з економічним спадом у країні та переходом від планової економіки до ринкової, російський кінематограф почав відчувати великі труднощі, кіновиробництво практично зупинилося, внаслідок чого більшість акторів виявилися не потрібними. Для Людмили не було перспектив ні в театрі, ні в кіно, вони з чоловіком обоє залишилися без роботи. Чоловік, Георгій Ісаєв, запропонував переїхати до США, де пообіцяв влаштувати свій власний бізнес на кошти, вторговані від продажу двокімнатної квартири Людмили в Москві, і забезпечити добробут усієї родини. Людмила добре усвідомлювала, що як акторка в Америці нікому не буде потрібна. Але чоловік покладав на цю країну велику надію. У результаті 1994 року Людмила Нільська разом із чоловіком і трирічним сином емігрувала до США. Георгій відкрив у Каліфорнії автомайстерню, та його бізнес швидко прогорів. Людмилі довелося шукати роботу. Там вона працювала і продавцем у магазині одягу, і прибиральницею, і водієм при соціальній службі, тестувала комп'ютерні програми.У 2001 році, після того, як чоловік оголосив Людмилі, що в нього давно є інша жінка і пішов із сім'ї, вона залишилася одна з десятирічним сином у чужій країні, де немає ні рідних, ні друзів, без грошових накопичень і з невлаштованим побутом.
Влітку 2003 року Людмила Нільська разом із сином Дмитром повернулася до Москви, оселившись на орендованій квартирі. Вже восени, за підтримки друзів, повернулася до професії. Почала працювати в Театрі Місяця під керівництвом Сергія Проханова, грати в антрепризних спектаклях, зніматися у телесеріалах.
Однією з перших робіт актриси в кіно після повернення до Росії стала роль Галини Брежнєвої у серіалі «Червона площа» (2004). Актрису стали запрошувати в різні серіали на другорядні ролі.
2008 року Людмила Нільська зіграла головну роль у багатосерійному біографічному телевізійному художньому фільмі «Галина» режисера Віталія Павлова, де знову створила образ дочки генерального секретаря ЦК КПРС Леоніда Ілліча Брежнєва. У 2009 році за виконання цієї ролі актриса удостоєна російської кінопремії «Золотий орел» у номінації «Краща жіноча роль на телебаченні».
З 2008 року — актриса Державного театру кіноактора в Москві.

### Особисте життя
- Чоловік — Георгій Ісаєв (нар. 1962). У 2001 році пішов із сім'ї[3][4]
  - Син — Дмитро Георгійович Ісаєв (нар. 1991)[3][4][5]
    - Онуки — Алекс і Ніколь[6]

## Творчість

### Ролі у театрі
«Дивіться, хто прийшов!» Аліна, театр ім. В. Маяковського 1987 р.
- «Остання ставка»
- «Ніч ніжна»
- «Летіли два крокодили»
- «Чокнуті»
- «Безумство кохання»
- «Підступ»
- «Життя Клима Самгіна»
- «Одруження у комуналці, або Комедія радянських часів» (антреприза)

### Фільмографія
1. 1978 — Коник — Олена Кузнєцова («Ковалик»), студентка історико-філологічного факультету
2. 1980 — Петровка, 38 — Альона, спортсменка (стрибки з вишки у воду)
3. 1980 — Крізь терни до зірок — Селена
4. 1980 — Мелодія на два голоси — Альона Борисоглібська, студентка (озвучує Наталія Гурзо)
5. 1980 — Державний кордон. Фільм 2-й: Мирне літо 21-го року — пані Ядвіга Ковальська, польська шпигунка
6. 1981 — Скажені гроші — Лідія Юріївна Чебоксарова
7. 1982 — Десь плаче іволга — Марина Орлова
8. 1982 — Ніхто не замінить тебе — Лариса, дружина Олексія
9. 1983 — Комбати — Ліля, дружина Сєдова
10. 1984 — Пісочний годинник — Інга
11. 1985 — Друзів не вибирають — Надія Вікторівна Корсакова
12. 1986 — Арена несамовитих (ჭიდაობას რა უნდა, Грузія) — Наташа
13. 1986 — Без терміну давності — Лариса Кирієнко
14. 1987 — Моонзунд — Анна Ревельська, «Клара Георгіївна Ізельгоф»
15. 1987 — Гардемарини, вперед! — Марта
16. 1987 — Випадок із газетної практики — Дар'я Дмитрівна, подруга Кривцова
17. 1987 — Де знаходиться нофелет? — Віра Сімакова, заміжня товаришка по службі Павла
18. 1988 — Штормове попередження — Марина Андріївна Сабова, керівник пресцентру міністерства
19. 1990 — Бабій — Ліля, подруга Аркаші
20. 1991 — Плащаниця Олександра Невського — Ліда Уварова, дружина професора
21. 1991 — Мавпа, що розмовляє — коханка Едіка
22. 1992 — Сповідь утриманки — Діна Петрівна Козіна, перша дружина Вадима
23. 2003-2009 — Адвокат — Ірина Демидова, співачка
24. 2004 — Красна площа — Галина Брежнєва'
25. 2004 — Ангел пролетів — мати Діми
26. 2005 — Полювання на ізюбря — Ліза Федякіна
27. 2005 — Чорна богиня — Єлизавета Петрівна, мати Олександра
28. 2006 — Чарівність зла — Гертруда Шильдбах, співробітник НКВС у Швейцарії
29. 2006 — Вовчиця — Марія Морозова, мати Андрія
30. 2006 — Міський романс — Катерина Гущина, мати Миті
31. 2006 — Снігова королева — Світлана
32. 2007 — Міський романс 2. Фільм «Розплата за гріхи» — Катерина Гущина, мати Миті
33. 2006 — Іспанський вояж Степанича — Нонна Іванівна Іванова
34. 2006 — Розсмішити Бога — мати Світлани
35. 2008 — Шут і Венера — мама Мишкіна
36. 2008 — Охоронниця — Маргарита Петрівна Анікіна
37. 2008 — Термінно в номер 2 — Маргарита, дружина Промислова
38. 2008 — Галина — Галина Брежнєва'
39. 2009 — Дві сторони однієї Анни — Ольга Шелягіна, мама Ані та Сергія
40. 2010 — Анжеліка — Клавдія, мати Сергія
41. 2010 — Громадянка начальниця — Катерина Пчолкіна, засуджена
42. 2010-2011 — Обручка — Елла Борисівна Вєтрова, мати Уляни
43. 2010 — Почуй моє серце — Анна Миколаївна, прийомна мати Тетяни
44. 2011 — Фурцева — Надя Леже, французька художниця, подруга Катерини Фурцевої'
45. 2011 — Понаїхали тут — Зіна, домробітниця Тетяни
46. 2011 — Випадковий свідок — матінка Парасковія
47. 2012 — Градянка начальниця. Продовження — Катерина Пчолкіна, засуджена
48. 2012 — Маша Пирогова — народний юрист — Тетяна, мати Маші
49. 2012 — Красуня — Ніна Іванівна Савіна, мати Андрія
50. 2012 — Дельта — Раїса Петрівна Моніна, тітка Степана
51. 2013 — Жінки на межі — Лідія Борисівна Шутович
52. 2013 — Пенелопа — Маргарита Семенівна Стрельцова, мати Івана
53. 2013 — Причал любові і надії — Надія Петрівна Акімова, відома актриса на пенсії
54. 2015 — Слава — Наталя Миколаївна, мати хокеїста В'ячеслава Фетисова
55. 2019 — Випадковий кадр — Алевтина Миколаївна Шуйко

## Визнання

### Громадські нагороди
- 2009 — лауреат російської кінопремії «Золотий орел» у номінації «Краща жіноча роль на телебаченні» — за роль Галини Брежнєвої у багатосерійному телевізійному художньому фільмі «Галина»(2008).